# Ácido metilfosfônico
Ácido metilfosfônico (MPA) é um organofosforado de formula C1H5O3P. É um intermediário relacionado ao Di-hidrogenofosfito de metilo, obtido pelo rearranjo térmico do mesmo. É uma fonte de prótons.